# Embracer Group
Embracer Group (ранее THQ Nordic AB и Nordic Games Publishing AB) — шведская компания по производству компьютерных игр, базирующаяся в Карлстаде.

## История
Компания была основана под названием Nordic Games в декабре 2008 года в качестве дочерней компании Game Outlet Europe. Соучредителями компании являются основатель Game Outlet Europe Ларс Вингфорс, ставший генеральным директором компании, а также Пелле Лундборг и Ник Блауэр. В 2011 году Nordic Games открыла второй офис Nordic Games GmbH в Вене, Австрия, и вскоре перенесла свою издательскую деятельность в новый офис.
В августе 2016 года Nordic Games вместе со своим венским офисом была переименована в THQ Nordic, с использованием торговой марки THQ, приобретённой в 2014 году. В ноябре 2016 года компания вышла на биржу Nasdaq First North. В течение 2018 года THQ Nordic приобрела Koch Media Holding (родительская компания Koch Media / Deep Silver) и Coffee Stain Holding (родительская компания Coffee Stain Studios), которые стали работать независимо друг от друга в составе THQ Nordic.
В сентябре 2019 года THQ Nordic AB была переименована в Embracer Group, чтобы подчеркнуть свой статус холдинговой компании. Австрийское отделение сохранило название THQ Nordic GmbH.
2 мая 2022 года представители Embracer Group объявили, что компания собирается приобрести у Square Enix три студии (Crystal Dynamics, Eidos Montreal и Square Enix Montreal), а также права на несколько игровых серий (включая Tomb Raider, Deus Ex, Thief, Legacy of Kain и более 50 игр из каталога Square Enix Holdings). При этом Square Enix сохранит права на часть игровых серий, в частности, Just Cause и Life is Strange. С помощью этого соглашения Square Enix рассчитывала адаптироваться к грядущим «изменениям в мировом бизнесе» и заняться изучением новых отраслей вроде блокчейна, искусственного интеллекта и облачных технологий. Общая сумма сделки составляет 300 млн долларов. Помимо этого, Embracer приобрела компанию Middle-earth Enterprises, которая владела исключительными правами на произведения Дж. Р. Р. Толкина — «Властелин Колец» и «Хоббит».
В 2023 году провалилась сделка с компанией Savvy Games Group, которой владеет Суверенный фонд Саудовской Аравии, на сумму 2 миллиарда долларов, после чего акции холдинга обвалились на 40%. Последовало множество увольнений в разных студиях, также были отменены многочисленные проекты. В частности, были закрыты студии Campfire Cabal (принадлежала THQ Nordic), Volition и Free Radical Design (обе принадлежали Plaion).
В марте 2024 года Saber Interactive была отделена от Embracer Group и продана вместе с большинством её студий компании Beacon Interactive, которой владеет Мэттью Карч (один из со-учредителей Saber), за 247 миллионов долларов. У Embracer, в свою очередь, остались такие студии, как 34BigThings, 4A Games, Aspyr (в том числе и подразделение Beamdog), Demiurge Studios, Shiver Entertainment, Snapshot Games, Tripwire Interactive, Tuxedo Labs и Zen Studios. При этом Beacon Interactive оставила за собой право выкупить 4A Games и Zen Studios в будущем, однако в этом случае права на серию Metro останутся у Embracer и её дочерней компании Plaion (Deep Silver). Embracer также прекратила все операции на территории России в связи с продажей Saber.
28 марта 2024 года было объявлено, что Take-Two Interactive выкупит у Embracer Group Gearbox Entertainment за 460 миллионов долларов. Вместе со студией Take-Two получит права на франшизы Borderlands, Duke Nukem, Brothers in Arms, Homeworld и Risk of Rain. За Embracer останется издательское подразделение Gearbox (позднее переименованное в Arc Games) и права на франшизы Remnant и Hyper Light Breaker. Сделка была завершена 11 июня 2024 года.
22 апреля 2024 года совет директоров Embracer Group объявил об разделении конгломерата на 3 самостоятельные компании: Asmodee Group, Coffee Stain & Friends и Middle-earth Enterprises & Friends. 21 мая 2024 года было объявлено, что Nintendo выкупила у Embracer студию Shiver Entertainment, ответственную за порты Hogwarts Legacy и Mortal Kombat 1 на гибридную консоль Nintendo Switch, за неназванную сумму. В июне 2024 года были закрыты две студии Embracer: Pieces Interactive (перезапуск серии Alone in the Dark) и Piranha Bytes (серии Gothic и Risen).
13 сентября 2024 года было официально объявлено, что Saber Interactive отказалась от покупки 4A Games и Zen Studios, и что те останутся у Embracer.
В ноябре 2024 года Embracer продала разработчика мобильных игр Easybrain компании Miniclip за 1,2 миллиарда долларов.

## Дочерние компании

### Издательства
| Название                 | Местонахождение               | Основана | Приобретена |
| ------------------------ | ----------------------------- | -------- | ----------- |
| THQ Nordic               | Австрия: Вена                 | 2011     | —           |
| Plaion (Deep Silver)     | Великобритания: Рединг        | 2002     | 2018        |
| Plaion (Ravenscourt)     | Германия: Мюнхен              | 2019     | —           |
| Plaion (Milestone)       | Италия: Милан                 | 1994     | 2019        |
| Plaion (Vertigo Games)   | Нидерланды: Амстердам         | 2008     | 2019        |
| Plaion (Prime Matter)    | Германия: Мюнхен              | 2021     | —           |
| Coffee Stain             | Швеция: Шёвде                 | 2010     | 2018        |
| Amplifier Game Invest    | Швеция: Стокгольм             | 2016     | 2019        |
| DECA Games               | Германия: Берлин              | 2016     | 2020        |
| Easybrain                | Кипр: Лимасол                 | 2016     | 2021        |
| Limited Run Games        | США: Апекс, Северная Каролина | 2015     | 2022        |
| Middle-earth Enterprises | США: Беркли, Калифорния       | 1976     | 2022        |

### Студии
| Издательство                                                       | Студия                                                       | Местонахождение                   | Основана | Приобретена |
| ------------------------------------------------------------------ | ------------------------------------------------------------ | --------------------------------- | -------- | ----------- |
| THQ Nordic                                                         | Grimlore Games                                               | Германия: Мюнхен                  | 2013     | —           |
| THQ Nordic                                                         | Mirage Game Studios                                          | Швеция: Карлстад                  | 2016     | —           |
| THQ Nordic                                                         | Black Forest Games                                           | Германия: Оффенбург               | 2012     | 2017        |
| THQ Nordic                                                         | Pieces Interactive (упразднена в июне 2024 года)             | Швеция: Шёвде                     | 2007     | 2017        |
| THQ Nordic                                                         | Experiment 101                                               | Швеция: Стокгольм                 | 2015     | 2017        |
| THQ Nordic                                                         | Bugbear Entertainment                                        | Финляндия: Хельсинки              | 2000     | 2018        |
| THQ Nordic                                                         | HandyGames                                                   | Германия: Гибельштадт             | 2000     | 2018        |
| THQ Nordic                                                         | Piranha Bytes (упразднена в июне 2024 года)                  | Германия: Эссен                   | 1997     | 2019        |
| THQ Nordic                                                         | Gunfire Games                                                | США: Остин, Техас                 | 2014     | 2019        |
| THQ Nordic                                                         | Alkimia Interactive                                          | Испания: Барселона                | 2018     | —           |
| THQ Nordic                                                         | Nine Rocks Games                                             | Словакия: Братислава              | 2020     | —           |
| THQ Nordic                                                         | Ashborne Games                                               | Чехия: Брно                       | 2020     | —           |
| THQ Nordic                                                         | Pow Wow Entertainment                                        | Австрия: Вена                     | 2019     | 2020        |
| THQ Nordic                                                         | Purple Lamp Studios                                          | Австрия: Вена                     | 2019     | 2020        |
| THQ Nordic                                                         | Kaiko                                                        | Германия: Франкфурт               | 1990     | 2021        |
| THQ Nordic                                                         | Appeal Studio                                                | Бельгия:                          | 1995     | 2021        |
| THQ Nordic                                                         | Gate 21 d.o.o.                                               | Босния и Герцеговина: Сараево     | 2021     | —           |
| Plaion (Deep Silver)                                               | Volition (упразднена в августе 2023 года)                    | США: Шампейн, Иллинойс            | 1996     | 2013        |
| Plaion (Deep Silver)                                               | Fishlabs                                                     | Германия: Гамбург                 | 2004     | 2013        |
| Plaion (Deep Silver)                                               | Deep Silver Dambuster Studios                                | Великобритания: Ноттингем, Англия | 2014     | —           |
| Plaion (Deep Silver)                                               | Free Radical Design (упразднена в декабре 2023 года)         | Великобритания: Ноттингем, Англия | 2021     | —           |
| Plaion (Prime Matter)                                              | Warhorse Studios                                             | Чехия: Прага                      | 2011     | 2019        |
| Plaion (Vertigo Games)                                             | Force Field                                                  | Нидерланды: Амстердам             | 2015     | 2021        |
| Plaion (Ravenscourt)                                               | Voxler                                                       | Франция: Париж и Марсель          | 2005     | 2020        |
| Coffee Stain                                                       | Coffee Stain Studios                                         | Швеция: Шёвде                     | 2010     | —           |
| Coffee Stain                                                       | Coffee Stain Publishing                                      | Швеция: Шёвде                     | 2017     | —           |
| Coffee Stain                                                       | Coffee Stain North                                           | Швеция: Стокгольм                 | 2018     | —           |
| Coffee Stain                                                       | Lavapotion                                                   | Швеция: Гётеборг                  | 2017     | 2017        |
| Amplifier Game Invest                                              | Tarsier Studios                                              | Швеция: Мальмё                    | 2004     | 2019        |
| Amplifier Game Invest                                              | C77 Entertainment                                            | США: Белвью, Вашингтон            | 2020     | —           |
| Amplifier Game Invest                                              | River End Games                                              | Швеция: Гётеборг                  | 2020     | —           |
| Amplifier Game Invest                                              | Misc Games                                                   | Норвегия: Ставангер               | 2013     | 2019        |
| Amplifier Game Invest                                              | Vermila Studios                                              | Испания: Мадрид                   | 2018     | 2020        |
| Amplifier Game Invest                                              | Rare Earth Games                                             | Австрия: Вена                     | 2020     | 2020        |
| Amplifier Game Invest                                              | Palindrome Interactive                                       | Швеция: Шёвде                     | 2015     | 2020        |
| Студии, оставшиеся от сделки с Saber Interactive в марте 2024 года | 4A Games                                                     | Украина: Киев · Мальта: Слима     | 2006     | 2020        |
| Студии, оставшиеся от сделки с Saber Interactive в марте 2024 года | Snapshot Games                                               | Болгария: София                   | 2013     | 2020        |
| Студии, оставшиеся от сделки с Saber Interactive в марте 2024 года | 34BigThings                                                  | Италия: Турин                     | 2013     | 2020        |
| Студии, оставшиеся от сделки с Saber Interactive в марте 2024 года | Zen Studios                                                  | Венгрия: Будапешт                 | 2003     | 2020        |
| Студии, оставшиеся от сделки с Saber Interactive в марте 2024 года | Aspyr Media                                                  | США: Остин, Техас                 | 1996     | 2021        |
| Студии, оставшиеся от сделки с Saber Interactive в марте 2024 года | Demiurge Studios                                             | США: Кембридж, Массачусетс        | 2002     | 2021        |
| Студии, оставшиеся от сделки с Saber Interactive в марте 2024 года | Tripwire Interactive                                         | США: Розуэлл, Джорджия            | 2005     | 2022        |
| Студии, оставшиеся от сделки с Saber Interactive в марте 2024 года | Tuxedo Labs                                                  | Швеция: Мальмё                    | 2019     | 2022        |
| DECA Games                                                         | A Thinking Ape Entertainment                                 | Канада: Ванкувер                  | 2008     | 2020        |
| DECA Games                                                         | IUGO Mobile Entertainment                                    | Канада: Ванкувер                  | 2003     | 2020        |
| Arc Games (ранее — Gearbox Publishing San Francisco)               | Arc Games (ранее — Gearbox Publishing San Francisco)         | США: Редвуд-Сити, Калифорния      | 2008     | 2021        |
| Eidos Montreal                                                     | Eidos Montreal                                               | Канада: Монреаль                  | 2007     | 2022        |
| Onoma (Square Enix Montreal) (упразднена в ноябре 2022 года)       | Onoma (Square Enix Montreal) (упразднена в ноябре 2022 года) | Канада: Монреаль                  | 2011     | 2022        |
| Crystal Dynamics                                                   | Crystal Dynamics                                             | США: Редвуд-Сити, Калифорния      | 1992     | 2022        |